# Lazzaro Grimaldi
Lazzaro Grimaldi (Reggio Emilia, 1472 – 1516 circa) è stato un pittore italiano.

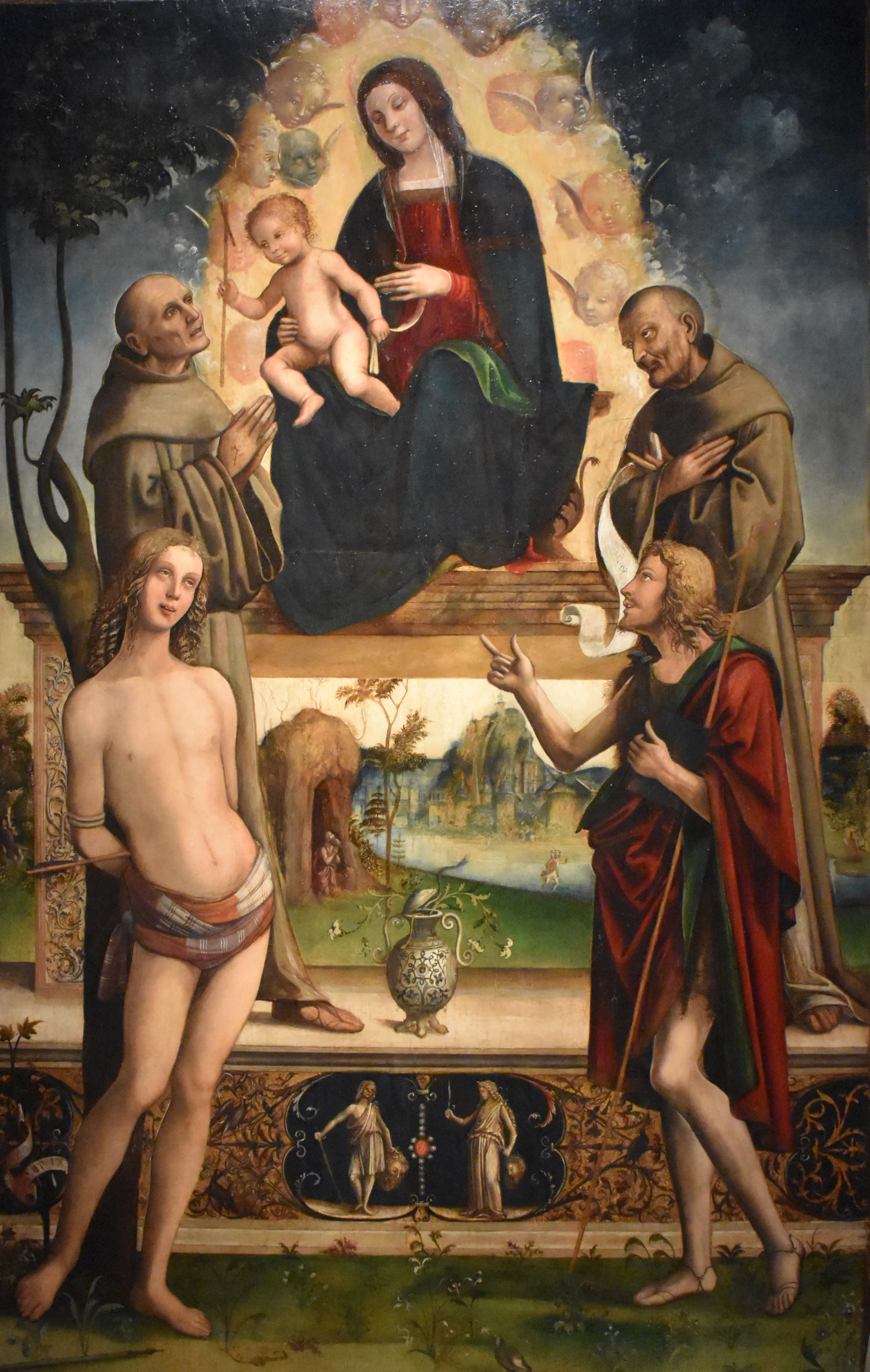
Madonna col Bambino in trono e i Santi Sebastiano, Giovanni Battista, Bernardino da Siena e un santo francescano, collezione privata

Alla fine del Quattrocento lavorò a Ferrara alla corte del duca Ercole I d'Este, quindi fu a Mantova nel 1501 su invito di Isabella d'Este.

## Opere
- Madonna col Bambino, san Rocco e san Sebastiano, 1495 circa - Museo Correggio, Correggio (opera attribuita);
- Madonna col Bambino tra i santi Giovanni Battista, Gregorio, Agostino e un santo vescovo, 1504 - Museo civico d'arte antica, Torino;
- Madonna col Bambino in trono e i santi Sebastiano, Giovanni Battista, Bernardino da Siena e un santo francescano, 1504, collezione privata;
- Ritratto di giovane donna - Musei Capitolini, 1508 circa Roma (opera attribuita).